# Hugh Lawson White

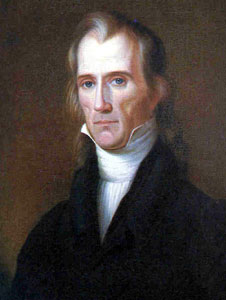
Hugh Lawson White

Hugh Lawson White, född 30 oktober 1773 i Iredell County, North Carolina, död 10 april 1840 i Knoxville, Tennessee, var en amerikansk politiker. Han representerade delstaten Tennessee i USA:s senat 1825-1840.
White studerade juridik i Lancaster, Pennsylvania och inledde 1796 sin karriär som advokat i Knoxville, Tennessee. Han inledde 1801 sin karriär som domare. Han var ledamot av delstatens senat 1807-1809 och därefter domare i Tennessees högsta domstol fram till 1815. Han var på nytt ledamot av delstatens senat 1817-1825.
White inledde sin politiska karriär som demokrat-republikan. Han efterträdde 1825 Andrew Jackson i USA:s senat. Han var först en anhängare av Jackson. Han blev senare motståndare till Jackson och gick med i whigpartiet. Efter Jacksons tid som USA:s president ville White efterträda honom också i Vita huset. Jacksons parti, demokraterna, nominerade Martin Van Buren som vann presidentvalet i USA 1836. Whig-partiet nominerade fyra olika kandidater som var avsedda att appellera till olika delar av USA. William Henry Harrison blev tvåa i presidentvalet med 73 elektorsröster. White fick 9,7% av rösterna och han blev trea i presidentvalet med 26 elektorsröster efter att ha vunnit i två delstater: Tennessee och Georgia. Whig-partiets tredje kandidat Daniel Webster vann i sin egen delstat Massachusetts och Willie Person Mangum i South Carolina.
White avgick från senaten 13 januari 1840 efter att delstatens lagstiftande församling gav honom instruktioner att rösta för en lag som han inte kunde stödja. Han efterträddes av Alexander O. Anderson.
Whites grav finns på First Presbyterian Church Cemetery i Knoxville. White County, Arkansas har fått sitt namn efter Hugh Lawson White.